# Ethna Campbell
Ethna Campbell (* 1937, 1938 oder 1939 in Belfast, Nordirland; † 24. September 2011 in Darlington, England) war eine britische Fernsehpersönlichkeit und Sängerin der 1960er und 1970er Jahre. Ihr einziger Hit in den britischen Charts war das Lied The Old Rugged Cross, das Anfang 1976 Platz 33 erreichte.

## Leben und Karriere
Ethna Campbell wurde in Nordirland geboren, ihr Vater war Schotte. Sie arbeitete in einer Tabakfabrik in Belfast, ehe sie ihre mediale Karriere begann. Mit 20 Jahren gewann sie einen Talentwettbewerb, durch den sie nach Newcastle zu Tyne Tees Television kam, einem privaten Fernsehsender im Nordosten Englands, der 1959 auf Sendung ging. Hier gehörte sie von Beginn an als Sängerin zur Besetzung der werktäglichen The One O’Clock Show, eines 40-minütigen bunten Liveprogramms. 1964 wurde die Show eingestellt. Campbell tourte in der britischen Cabaret-Szene mit Entertainern wie Max Bygraves, Val Doonican oder David Frost. Sie trat als Gast in Sendungen wie Stars on Sunday und The Two Ronnies oder der Fernsehshow von George Hamilton IV., George IV, auf.
Bereits 1964 hatte Campbell ihre ersten beiden Singles herausgebracht, What’s Easy for Two Is So Hard for One und Girls Like Boys. Ihre 1967er Single The Spinning Wheel beurteilte Peter Jones im Record Mirror als „sung with charm“, mit Charme gesungen. Später nahm sie das 1913 vom amerikanischen Prediger George Bennard geschriebene religiöse Lied The Old Rugged Cross auf, das zu einem Standard in der Country-Gospelmusik geworden war. Diese Aufnahme wurde 1971 auf Campbells LP Goin’ My Way und als Single veröffentlicht. In seiner Kurzkritik im Record Mirror lobte Jones erneut die Sängerin als „a girl with a distinctive voice“, also „ein Mädchen mit unverwechselbarer Stimme“, doch der kommerzielle Erfolg stellte sich zunächst nicht ein.
Campbell arbeitete danach Mitte der 1970er-Jahre in Teilzeit als Sekretärin in Leeds. Erst eine Wiederveröffentlichung von The Old Rugged Cross vier Jahre nach der ersten Ausgabe brachte Ethna Campbell ihren einzigen Charthit, der zu Weihnachten 1975 in die Top 50 einstieg. Seine höchste Position erreichte er vier Wochen später mit Platz 33; insgesamt blieb er elf Wochen in den Top 50. Diesen Erfolg verdankte Campbell dem Radiomoderator Frank Skerret von Radio Clyde in Glasgow. Er hatte eine der Erstveröffentlichungen in einem An- und Verkaufsladen gefunden und sie ins Repertoire seiner Sendung aufgenommen.
Weitere Erfolge blieben aus, auch wenn noch einige Singles und LPs von Ethna Campbell veröffentlicht wurden. Ihre letzten Jahre verbrachte Ethna Campbell in Darlington. Im Nachruf des The Northern Echo, der Zeitung aus Darlington, schrieb Mike Amos, sie habe zeitweilig psychische Probleme aufgrund von Alkoholabhängigkeit gehabt. Ihre „unverwechselbare Stimme“ habe sie verloren gehabt, was sie selbst auf ihren Zigarettenkonsum zurückgeführt habe.
Ethna Campbell starb nach unterschiedlichen Angaben mit 72 oder 73 Jahren in einem Pflegeheim in Darlington.

## Diskografie

### Singles
- 1964: What’s Easy for Two Is So Hard for One / Again (Mercury)
- 1964: Girls Like Boys / Five Minutes More (Mercury)
- 1967: The Spinning Wheel / Here Comes My Baby Back Again (Polydor)
- 1968: Kiss Tomorrow Goodbye / You’re Coming Home (Pye)
- 1971: The Old Rugged Cross / Goin’ My Way (Road Song) (Philips)
- 1976: The Old Rugged Cross / It Is No Secret (Philips)
- 1976: How Great Thou Art / Ethna Campbell & Tom Ferrie: Jeannie’s Afraid of the Dark (Philips)
- 1976: When a Child Is Born / Beautiful Isle of Somewhere (Philips)[14]

### Alben
- 1969: ’Tis I Myself (Pye)
- 1971: Goin’ My Way (Contour)
- 1976: Each Step of the Way (Philips)
- 1977: For the Good Times (Philips)
- o. J.: Ethna Campbell Sings The Old Rugged Cross and Other Favourites (Compilation, Philips)[15]